# MSC Fantasia
MSC Fantasia é um navio de cruzeiro italiano da Classe Fantasia operado pela MSC Crociere. Ele entrou em serviço em dezembro de 2008. Era o maior navio operado pela MSC Crociere, junto com seu navio irmão MSC Splendida, até ser superado após a entrada do MSC Divina (2012) e MSC Preziosa (2013).
MSC Fantasia foi entregue a MSC Crociere no dia 11 de dezembro de 2008. Ele foi oficialmente nomeado no dia 18 de dezembro de 2008, em Nápoles por Sophia Loren, e começou sua viagem inaugural na mesma data. Desde o seu primeiro cruzeiro, ele tem sido o Navio-almirante da empresa.
Realizou uma temporada no Brasil, entre o final de 2012 e o início de 2013. Na ocasião, embarcou passageiros em Santos para cruzeiros a Salvador.

## Incidentes
No dia 5 de março de 2009, ventos fortes quebraram a linha de amarração do MSC Fantasia enquanto este esteve ancorado na Espanha. O arco se afastou do cais e fez com que um passageiro desabasse na água. Um passageiro e três tripulantes tiveram que ser resgatados do mar. O passageiro foi levado para o hospital com lesões na cabeça, enquanto os outros três tripulantes foram tratados por hipotermia.